# Матвеј Блантер
Матвеј Исакович Блантер (рус. Матвей Блантер, 10. фебруар (по јулијанском календару 28. фебруар) 1903 — 27. септембар 1990) био је совјетски композитор и један од најистакнутијих композитора популарних песама и филмске музике у Совјетском Савезу. Између многих других дела, написао је и чувену песму „Каћуша“ (1938), која се до данас изводи у иностранству. Био је активан као композитор до 1975. године, продуцирајући више од две хиљаде песама.

## Детињство и образовање
Блантер, син јеврејског занатлије, рођен је у граду Почепу, тада у Черниговској губернији Руске Империје. Студирао је клавир и виолину на Курској вишој музичкој школи. Од 1917. до 1919. године наставља школовање у Москви, студирајући виолину и композицију.

## Каријера
Прве Блантерове песме настале су 1920-их. У то време писао је лагану денс и џез музику, укључујући "Џон Греј" (1923), фокстрот који је постао велики хит. Током 1930-их, како је совјетска култура постајала идеолошки строжија, Блантер се окренуо ка писању совјетских пропагандних песама. Појавио се као један од твораца совјетске „масовне песме“.
Неке од Блантерових песама из 1930-их биле су стилизоване према песмама Црвене армије из Руског грађанског рата (1918–1921) и митологизовале су бољшевичке хероје рата. Најпознатије међу њима су „Песма о Шчорсу“ (1935), која прича о команданту Украјинске Црвене армије Николају Шчорсу, и „Партизански Железњак“ (1936), која комбинује енергичне ритмове војничке маршевске песме са елементима туробне баладе бојне команде која описује јуначку смрт Командира Железњака у борби (песма отвара и затвара са строфом о усамљеној хумци Железњака у степама).
Друге запажене Блантерове песме из тог периода укључују "Младост" (1937), веселу марширајућу песму у којој се тврди да су "сада сви млади у нашој младој, лепој земљи"; „Стаљин је наша бојна слава“ (1937), нашироко извођена химна Јосифу Стаљину; и "Фудбалски марш" (1938), музика из које се и данас изводи на почетку сваке фудбалске утакмице у Русији.
Године 1938. Блантер је започео своју дугогодишњу сарадњу са песником Михаилом Исаковским. Њихова прва песма, несумњиво најпознатије Блантерово дело, била је светски позната „Каћуша“. У њему је Блантер комбиновао елементе херојске, полетне борбене песме и сељачке песме која представља женску јадиковку за одсутним љубавником. Стојећи на високој обали реке, млада жена Каћуша пева о свом вољеном (у поређењу са „сивим орлом степа“), који је далеко на служби на совјетској граници. Тема песме је да ће војник чувати отаџбину и њен народ, а његова девојка њихову љубав. Док је песма радосна и испуњена сликом плодне, цветајуће земље, она такође преноси осећај да је домовина угрожена. „Каћуша“ је стекла славу током Другог светског рата као инспирација за одбрану земље од непријатеља.
Године 1937, Правда је објавила захтев да хиљаде совјетских девојака оду да раде на крајњем истоку округа, да помогну у изградњи војне одбране. Блантер је добио задатак да напише веома популарну оперету На обали реке Амура како би прославио ту иницијативу: премијера је одржана у Московском позоришту оперете 1939. године, а дело је емитовао Радио Москва, као и оперске компаније широм земље.
Блантер је пратио Црвену армију до Берлина почетком 1945. године. Стаљин му је наручио да компонује симфонију о заузимању Берлина. Међутим, када се Василиј Чујков састајао са немачком делегацијом коју је предводио Ханс Кребс ради преговора о њиховој предаји након Хитлеровог самоубиства, Чујков је натерао неколико униформисаних ратних дописника да се претварају да су чланови његовог генералштаба како би изгледао професионалније и застрашујуће на преговорима. Али Блантер се такође састајао са Чујковом у време када је делегација стигла и он није могао да прође као официр Црвене армије јер је носио цивилну одећу. Тако га је Чујков гурнуо у орман непосредно пре него што је делегат ушао у собу. Док је остао тамо већи део конференције, на крају је пао у несвест од недостатка ваздуха, срушио се из ормана и ушао у собу баш када су се делегати спремали да оду, осрамотивши Чујкова и запањујући Немце.
Блантер је написао неколико других веома популарних ратних песама. Његова песма из 1945. „Непријатељ који је запалио своју кућу“, о војнику који се враћа са фронта и проналази целу своју породицу мртву, постала је контроверзна када су је власти оцениле превише песимистичком и забраниле њено извођење; први пут је изведена 1961. године.
Блантерове послератне песме укључују „Птице селице лете“ (1949), патриотску совјетску песму у којој приповедач посматра птице селице како лете и тврди да не може смислити боље место од отаџбине, и „Тамноока козакиња“ (рус. Черноглазая казачка, написана посебно за Леонида Харитонова.
Године 1983. Блантер је постао члан Антиционистичког комитета совјетске јавности, организације коју је Совјетски Савез створио као средство антиционистичке пропаганде. Умро је у Москви 1990. године и сахрањен је на Новодевичјем гробљу у Москви.

## Награде и почасти
- Стаљинова награда (1946) (за песме "Под балканским звездама", "На неки начин, пут далека", "Моја вољена", "У шуми, на фронту")
- Народни уметник РСФСР-а (1965)
- Орден знака части (1967)
- Народни уметник СССР-а (1975)
- Херој социјалистичког рада (1983)